# The Freedom Writers Diary
 (octobre 2017).
Si vous disposez d'ouvrages ou d'articles de référence ou si vous connaissez des sites web de qualité traitant du thème abordé ici, merci de compléter l'article en donnant les références utiles à sa vérifiabilité et en les liant à la section « Notes et références ».
The Freedom Writers Diary (Le Journal des Écrivains de la Liberté) est un livre écrit par Erin Gruwell et sa classe aux États-Unis, au Collège Woodrow Wilson à Long Beach (Californie) dans les années 1990. Leur histoire a fait l'objet d'un film, Écrire pour exister, réalisé par Richard LaGravenese en 2007.
Dans ce livre, les élèves ont écrit l'histoire de leurs enfances respectives entre gangs, meurtre, prison, maison de redressement et ségrégation raciale, avec l'aide de leur professeur d'anglais Madame G. C'est grâce à l'écriture de ce livre que ces élèves de 14 ans ont pu se libérer et enfin s'accepter les uns les autres en dehors de leurs gangs respectifs, et se lier d'amitié avec des personnes d'autres cultures.